# Cliff Reid
George Clifford Reid, conegut com a Cliff Reid (Delaware, Ohio, 7 de setembre de 1891 - Los Angeles, 22 d'agost de 1959) va ser un productor de cinema estatunidenc i fundador d'estudis de producció cinematogràfica durant les dècades de 1930 i 1940. A més, també va dirigir curtmetratges i va ser ajudant de direcció de diversos llargmetratges.

## Vida i carrera
Va entrar a la indústria cinematogràfica als anys 1910 i va treballar com a distribuïdor de pel·lícules, abans de començar a produir pel·lícules mudes el 1921.
Reid va començar a la indústria cinematogràfica al començament de l'era del so, produint i dirigint curtmetratges. La seva primera pel·lícula va ser The Suppressed Crime, un curt de misteri de 1930, que va ser produït per la pròpia companyia de Reid, George Clifford Reid Productions. Durant els anys 1930 i 1931, la companyia de Reid produiria 19 curtmetratges, que Reid va produir i dirigir. Fins i tot va escriure un dels curts, The Bank Swindle de 1931. Reid va començar a treballar per a RKO el 1933; la seva primera tasca per a l'estudi va ser com a productor associat a The Balloon Buster, amb H. Bruce Humberstone a la direcció. No hi ha constància que aquesta pel·lícula s'acabés de rodar mai. Més tard aquell any va ser etiquetat per Merian C. Cooper, vicepresident de RKO a càrrec de la producció, com el seu enviat a les convencions regionals de vendes a Chicago i San Francisco. La primera participació de Reid en un llargmetratge va ser com a productor associat de la pel·lícula de guerra de John Ford, La patrulla perduda. Treballaria principalment com a productor associat per a RKO durant els següents anys, abans de rebre el timó de la producció el 1937 del drama The Man Who Found Himself, dirigit per Lew Landers. Reid va romandre a RKO fins al 1942 com a productor, la seva darrera pel·lícula per a ells va ser una entrega de la sèrie Mexican Spitfire, Mexican Spitfire Sees a Ghost. Altres pel·lícules destacades en les quals va treballar Reid inclouen: la versió de 1935 de Els tres mosqueters ; el western The Arizonian, protagonitzat per Richard Dix; a la pel·lícula de guerra de John Ford, guanyadora d'un Oscar, El delator, protagonitzada per Victor McLaglen ; i la comèdia de Howard Hawks de 1938, Quina fera de nena!, protagonitzada per Cary Grant i Katharine Hepburn ;
Reid va deixar RKO i el 1944 va formar part del grup de productors de la Metro-Goldwyn-Mayer. Només va treballar en algunes pel·lícules a la MGM, però incloïen el clàssic de la guerra de John Ford, They Were Expendable, protagonitzat per John Wayne i Robert Montgomery. El seu crèdit final també seria a la MGM l'any següent, produint el drama de Norman Taurog The Hoodlum Saint, protagonitzat per William Powell i Esther Williams. Es va retirar després d'aquesta pel·lícula.
Estava casat amb Mary Reid, i van tenir almenys dos fills, Clifford Jr. i Marguerite. Clifford Jr. seguiria el seu seguiment a la indústria del cinema, començant a l'antic estudi del seu pare, RKO, on va ser assistent de direcció d'Edward Dmytryk a la seva clàssica pel·lícula nominada a l'Oscar de 1947, Foc creuat.
El 1957, Reid va patir una hemorràgia cerebral i va ser hospitalitzat a la Motion Picture House and Hospital. Va romandre a l'hospital la resta de la seva vida. Dos anys després va patir un infart, del qual no es va recuperar. Va morir al Motion Picture Hospital de Woodland Hills, Califòrnia, el 22 d'agost de 1959, als 67 anys. Va ser enterrat al cementiri de la missió de San Fernando.

## Filmografia (llargmetratges)
- Red Morning (1934)
- Their Big Moment (1934)
- The Lost Patrol (1934)
- Annie Oakley (1935)
- His Family Tree (1935)
- Grand Old Girl (1935)
- The Three Musketeers (1935)
- Another Face (1935)
- Chasing Yesterday (1935)
- The Arizonian (1935)
- El delator (The Informer) (1935)
- Powdersmoke Range (1935)
- Strangers All (1935)
- West of the Pecos (1935)
- The Witness Chair (1936)
- Yellow Dust (1936)
- Special Investigator (1936)
- Without Orders (1936)
- Wanted! Jane Turner (1936)
- Behind the Headlines (1937)
- The Plough and the Stars (1937)
- The Man Who Found Himself (1937)
- Criminal Lawyer (1937)
- Hideaway (1937)
- China Passage (1937)
- Crashing Hollywood (1938)
- Blind Alibi (1938)
- Crime Ring (1938)
- The Law West of Tombstone (1938)
- Next Time I Marry (1938)
- This Marriage Business (1938)
- Quina fera de nena! (Bringing Up Baby) (1938)
- Un gran home (The Great Man Votes) (1939)
- Conspiracy (1939)
- Panama Lady (1939)
- Fixer Dugan (1939)
- Almost a Gentleman (1939)
- Sued for Libel (1939)
- Two Thoroughbreds (1939)
- The Girl and the Gambler (1939)
- The Spellbinder (1939)
- Mexican Spitfire Out West (1940)
- Mexican Spitfire (1940)
- Anne of Windy Poplars (1940)
- You Can't Fool Your Wife (1940)
- Laddie (1940)
- Wildcat Bus (1940)
- The Saint's Double Trouble (1940)
- One Crowded Night (1940)
- Lady Scarface (1941)
- The Mexican Spitfire's Baby (1941)
- Play Girl (1941)
- Repent at Leisure (1941)
- The Mayor of 44th Street (1942)
- Mexican Spitfire at Sea (1942)
- Mexican Spitfire Sees a Ghost (1942)
- Powder Town (1942)
- Sing Your Worries Away (1942)
- They Were Expendable (1945)
- The Hoodlum Saint (1946)